# Madean (distrito)
O Distrito peruano de Madean é um dos trinta e tês distritos da Província de Yauyos, situada no  Departamento de Lima, pertencente a Região de Lima, Peru. 

## Transporte
O distrito de Madean é servido pela seguinte rodovia:
- LM-129, que liga o distrito de Cacra à cidade de Lincha
- LM-131, que liga o distrito à cidade de Chocos [1][2][3]